# Kreiensen
Kreiensen is een ortschaft van de stad Einbeck in de Duitse deelstaat Nedersaksen. Kreiensen ligt in het Leinebergland, niet ver ten westen van de Harz. Door de dorpskern van Kreiensen stroomt de  Gande, een korte zijbeek van de Leine, die langs de zuidwestrand van het dorp stroomt. Tot 1 januari 2013 was Kreiensen een zelfstandige gemeente, met een oppervlakte van 65,32 km², waarop 6846 inwoners leefden (stand 31 december 2011). Het dorp zelf had per 28 februari 2021 volgens de gemeente Einbeck 2.384 inwoners.
Kreiensen is een knooppunt van diverse kleine en grotere spoorlijnen. Vanaf het in 1854 geopende station kan men per trein reizen van en naar Hannover, Bad Harzburg, Göttingen en Altenbeken.  Ook de trein van Hamburg naar München stopt er minstens eenmaal per dag. Tevens is het een belangrijk rangeerstation voor goederentreinen, vooral treinen die boomstammen naar de houtverwerkende industrie vervoeren. Het monumentale hoofdgebouw van het station dateert uit de periode 1886-1889.
Kreiensen wordt voor het eerst vermeld in 1342 als Creyenhusen. In de nacht van 30 op 31 juli 1923 gebeurde op het station van het dorp een spoorwegongeval, waarbij 47 of 48 doden vielen. De beroemde arts en latere Nobelprijswinnaar Gerhard Domagk maakte deze ramp mee, maar bleef ongedeerd. Hij was even uit de trein gestapt, om iets te drinken te halen.
Recht tegenover Kreiensen, aan de andere kant van de Leine, ligt het dorp Greene. Het op ca. 100 m boven de zeespiegel gelegen dorp, dat een zgn. Marktflecken (vlek met in de middeleeuwen toegekend marktrecht) is, had per 28 februari 2021 volgens de gemeente Einbeck  1.449 inwoners. Er zijn enkele belangrijke stoeterijen gevestigd. 81 meter boven het dorp ligt de ruïne van het in 1308 gebouwde en in de 17e en 18e eeuw vervallen en deels gesloopte kasteel Burg Greene. De vierkante kasteeltoren is gerestaureerd, biedt een fraai uitzicht en kan in de zomer beklommen worden.
Tussen Greene en de ten zuidwesten daarvan gelegen stad Einbeck ligt een 384 m hoge, Fuchshöhlenberg genaamde, beboste heuvel, die zich leent voor wandelingen.

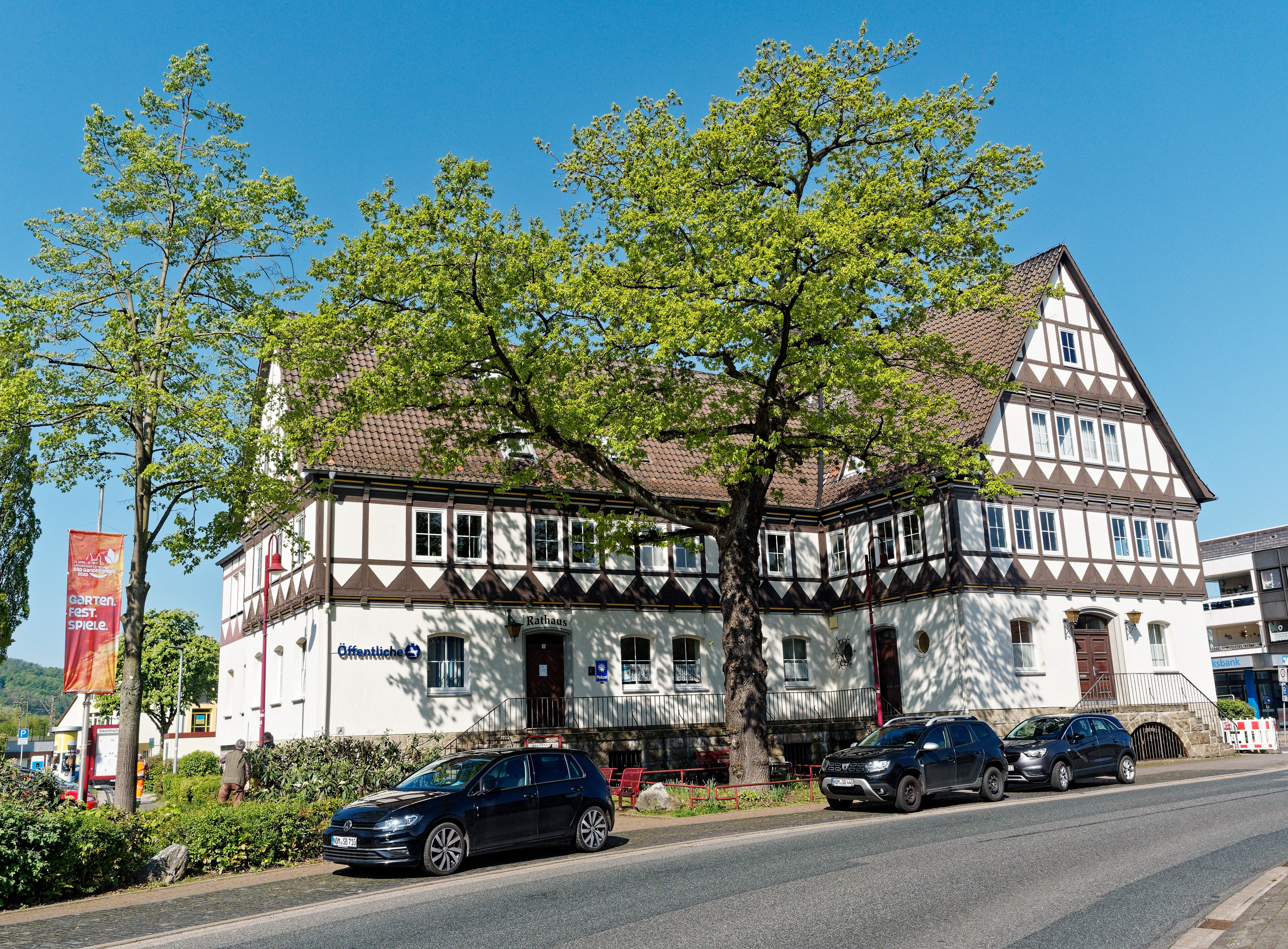
Voormalig gemeentehuis (Rathaus)

- Gemeinsame Normdatei: 4097048-6
- Virtual International Authority File: 246551053
- WorldCat: E39PBJpPFf7MrHDwFDP8Df8KVC